# Будаев, Андрей Николаевич
Андрей Николаевич Будаев (30 января 1963 — 4 февраля 2019) — российский художник, фотохудожник. Член Российского и Московского союзов художников. Известен политическим плакатом с изображениями представителей российской политической элиты.

## Биография
Родился в Москве 30 января 1963 года.
С середины 1990-х годов занимался политическим плакатом.
Его работы созданы в стиле коллажа с совмещением репродукции картин и фрагментов фотографий.
В России прошло несколько выставок его работ.
Как сказал Будаев, некоторые из изображённых персон знакомы с его работами. По его словам, Явлинский, Жириновский и Лужков присутствовали на открытии его выставок, Зюганов принимал в подарок его календари. Альбом с репродукциями, посвящёнными преследованию Михаила Ходорковского, он отправил бывшему олигарху в колонию, где тот отбывал наказание. Будаев рассказывал, что, со слов адвокатов заключённого, Ходорковскому понравились эти работы.
В 2018 году создал цикл работ для фильма «Empire V», режиссёр — Виктор Гинзбург.
С 2017 по 2019 г. работал как художник-постановщик и соавтор фильма «Сны Картографа», режиссёр — Александр Руснак.
Скоропостижно скончался 4 февраля 2019 года. Похоронен 8 февраля на старом Николо-Архангельском кладбище. Отпевание было совершено в подмосковном Николо-Угрешском монастыре.

## Выставки
Персональные выставки:
- «Политический плакат» (Калининград, 1997),
- «Постсоветская демократия — 10 лет пародий» (Москва, 1999),
- «Современный политический плакат» (Иерусалим, 2000),
- «Юбилей царя Бориса» (Москва, 2006).
- «Плутократия» (Москва. Новый Манеж 2006).
- «Календарный год» (Москва. Объединение «Фотоцентр» Москва 2016)
- «Viva, Comandante!» (Москва. 2016)
- «Сны картографа» совместно с Александром Руснаком (Москва, 2018)
- «Непобежденный» (Москва. Объединение «Фотоцентр» Москва 2018)

## Оценки
Народный художник СССР, член Российской Академии художеств Борис Ефимов писал: «Он одарен ярким и мощным, но исключительно своеобразным мастерством», «его картины неудержимо привлекают, будоражат, интригуют, подчас озадачивают».
Народный художник РФ Эдуард Дробицкий: «Будаев — это новая художественная форма, акцентирующая условность средств и сдержанность целей, новый вид формы и содержания».
Писатель Виктор Шендерович писал о работах художника: «Есть там, на мой вкус, настоящие шедевры: Ельцин, в троне, в шутовском колпаке».
Журналист Александр Минкин: «Я был в восторге от его работ, потому что он сделал то, чего почти никому сейчас не удается».
Маттиас Шепп из Spiegel: «Он не раскрывает факты коррупции, а обнажает болезни российской политической системы. Он язвительный летописец новой России».
Журналист Александр Минкин: «Будаев выявлял характер своих персонажей очень просто: находил лицо (перебрав сотни фотографий в поисках мимики, соответствующей замыслу) и соединял с фигурой пусть чужой, но с ярко выраженной сутью. И мы видим: персона в зеркале картины похожа на себя даже больше, чем на экране телевизора. Может ли быть? Да, ибо художник выявляет суть. Задача эта: держать зеркало перед публикой, миром, цивилизацией — классическая».

## Награды
- Гран-при калининградского биеннале 1997 года.
- Церковные награды.